# Liste der Finanzsenatoren von Bremen
Dies ist eine Liste der Finanzsenatoren der Freien Hansestadt Bremen.

## Senatoren vor 1945, die auch für Finanzen zuständig waren
- Heinrich Bömers (DVP), von 1919 bis 1931
- Otto Flohr (DNVP, ab Juni 1933 NSDAP), von 1933 bis 1942
- Richard Duckwitz (NSDAP), von 1943 bis 1945

## Finanzsenatoren seit 1945
| Name                                | Amtsantritt | Senat                                                            | Partei          |
| ----------------------------------- | --- | ---------------------------------------------------------------- | --------------- |
| Wilhelm Nolting-Hauff               | 6. Juni 1945 1. August 1945 28. November 1946 22. Januar 1948 29. November 1951 28. Dezember 1955 21. Dezember 1959 | Vagts Kaisen I Kaisen II Kaisen III Kaisen IV Kaisen V Kaisen VI | parteilos / FDP |
| Johann Diedrich Noltenius           | 9. Mai 1962 26. November 1963 20. Juli 1965                                                                         | Kaisen VI Kaisen VII Dehnkamp                                    | FDP             |
| Rolf Speckmann                      | 19. Januar 1966 28. November 1967                                                                                   | Dehnkamp Koschnick I                                             | FDP             |
| Oskar Schulz                        | 1. Juni 1971 15. Dezember 1971                                                                                      | Koschnick I Koschnick II                                         | SPD             |
| Karl-Heinz Jantzen                  | 3. November 1975 | Koschnick III                                                    | SPD             |
| Hans Stefan Seifriz (kommissarisch) | 4. September 1978                                                                                                   | Koschnick III                                                    | SPD             |
| Henning Scherf                      | 27. September 1978                                                                                                  | Koschnick III                                                    | SPD             |
| Moritz Thape                        | 7. November 1979 10. November 1983                                                                                  | Koschnick IV Koschnick V                                         | SPD             |
| Claus Grobecker                     | 18. September 1985 15. Oktober 1987                                                                                 | Wedemeier I Wedemeier II                                         | SPD             |
| Volker Kröning                      | 11. Dezember 1991                                                                                                   | Wedemeier III                                                    | SPD             |
| Manfred Fluß                        | 29. Juni 1994 | Wedemeier III                                                    | SPD             |
| Ulrich Nölle                        | 4. Juli 1995 | Scherf I                                                         | CDU             |
| Hartmut Perschau                    | 16. September 1997 7. Juli 1999                                                                                     | Scherf I Scherf II                                               | CDU             |
| Ulrich Nußbaum                      | 4. Juli 2003 8. November 2005                                                                                       | Scherf III Böhrnsen I                                            | parteilos       |
| Karoline Linnert                    | 29. Juni 2007 30. Juni 2011 15. Juli 2015                                                                           | Böhrnsen II Böhrnsen III Sieling                                 | Grüne           |
| Dietmar Strehl                      | 15. August 2019 | Bovenschulte I                                                   | Grüne           |
| Björn Fecker                        | 5. Juli 2023 | Bovenschulte II                                                  | Grüne           |